# Karol Gruszczyk
Karol Gruszczyk (ur. 27 maja 1944 w Ustroniu, zm. 2 października 1998 w Suchych Rzekach) – historyk sztuki, konserwator zabytków, zabytkoznawca, wojewódzki konserwator zabytków w Bielsku-Białej w latach 1975–1998.

## Życiorys
Ukończył technikum mechaniczne w Ustroniu oraz studium nauczycielskie w Katowicach. Studiował historię sztuki na Uniwersytecie Wrocławskim, gdzie w 1972 obronił pracę magisterską pt. Rzeźba barokowa na Śląsku Cieszyńskim i sąsiednich terenach, napisaną pod kierunkiem prof. Zbigniewa Hornunga. Pracował jako nauczyciel w szkole w Jaworzynce, a następnie kierował wydziałem kultury w Urzędzie Powiatowym w Cieszynie.
W czerwcu 1975 został powołany na stanowisko wojewódzkiego konserwatora zabytków nowo utworzonego województwa bielskiego. Był członkiem Towarzystwa Miłośników Ustronia, Stowarzyszenia Inżynierów i Techników Przemysłu Hutniczego, Towarzystwa im. Zofii Kossak oraz Polskiego Towarzystwa Historii Techniki. Autor artykułów dotyczących ochrony zabytków na terenie województwa bielskiego. Aktywnie angażował się w ochronę i zachowanie obozu Auschwitz-Birkenau. Współtworzył programy ratowania drewnianego budownictwa regionalnego, w szczególności kilkusetletnich drewnianych kościołów. Z jego inicjatywy rozpoczęto programy rewaloryzacji historycznych staromiejskich założeń urbanistycznych, m.in. Cieszyna i Lanckorony oraz założenia klasztornego bernardynów w Kalwarii Zebrzydowskiej. Czynił też starania by klasztor wpisano na listę światowego dziedzictwa UNESCO. Zasiadał w radach muzealnych Muzeum Miejskiego w Żywcu i Muzeum Śląska Cieszyńskiego. Był współzałożycielem i członkiem Małopolskiej Rady Ochrony Środowiska Kulturowego.
Zajmował się także malarstwem (był akwarelistą) oraz fotografią. Przyczynił się do powstania skansenu w Zawoi. Został odznaczony złotą odznaką „Za opiekę nad zabytkami”.
Zmarł na szlaku podczas górskiej wędrówki w rejonie osady Suche Rzeki. Pochowany na cmentarzu ewangelickim przy ul. Listopadowej w Bielsku-Białej. W 1998 uhonorowany pośmiertnie nagrodą im. Hanny Pieńkowskiej i Jerzego Łomnickiego, przyznawaną przez Stowarzyszenie Konserwatorów Zabytków.
Po śmierci Gruszczyka, pełniącym obowiązki wojewódzkiego konserwatora zabytków w Bielsku-Białej został Jacek Konior, do czasu likwidacji województwa bielskiego w związku z reformą administracyjną.

## Wybrane publikacje i opracowania
- Rzeźba barokowa na Śląsku Cieszyńskim i sąsiednich terenach, 1972 (praca mgr)[9]
- Województwo bielsko-bialskie, „Ochrona Zabytków” 1977, t. 30, nr 1-2 (116-117)
- Ogólnopolska Konferencja Konserwatorska na temat ochrony zabytków techniki, „Ochrona Zabytków” 1979, t. 32, nr 2 (125)
- Zasłużeni ludzie Ustronia (wspólnie z Zygmuntem Białasem, Stanisławem Niemczykiem i Józefem Pilchem), Ustroń 1983
- Rzeźby barokowe Wacława Donaya, „Kalendarz Skoczowski” 2000